# 장훈 (1975년)
장훈(1975년 5월 4일 ~ )은 대한민국의 영화 감독이다. 서울대학교 시각디자인과를 졸업하였으며 대학 졸업 후 김기덕 감독에게 메일을 보내 감독의 연출부에 합류했다. 김기덕 감독의 제자인 '김기덕 사단' 가운데 한 명으로, 김기덕 감독이 각본을 맡은 《영화는 영화다》를 통해 감독으로 데뷔하였다. 감독한 영화가 김기덕 감독의 모든 영화의 관객수보다 많은 관객수를 기록하며 대중성이 약한 김기덕 감독을 능가했다는 평가를 받기도 했다.

## 학력
- 서울대학교 시각디자인학과 학사

## 작품

### 감독
- 영화는 영화다 (2008년)
- 의형제 (2010년)
- 고지전 (2011년)
- 택시운전사 (2017년)
- 궁리 (2018년)

### 조연출
- 사마리아 (2004년)
- 빈 집 (2004년)
- 활 (2005년)
- 시간 (2006년)

## 경력
- 2010년 제9회 미쟝센단편영화제 액션, 스릴러부문 심사위원

## 수상
- 2008년 제28회 한국영화평론가협회상 신인감독상 《영화는 영화다》
- 2009년 제46회 대종상 시나리오상 《영화는 영화다》
- 2010년 제46회 백상예술대상 영화부문 감독상 《의형제》
- 2010년 제30회 한국영화평론가협회상 감독상 《의형제》
- 2010년 제31회 청룡영화상 최우수작품상 《의형제》
- 2011년 제48회 대종상 최우수작품상 《고지전》
- 2011년 제31회 한국영화평론가협회상 감독상  《고지전》
- 2017년 제26회 부일영화상 특별상 - 부일독자심사단상 《택시운전사》
- 2017년 제26회 부일영화상 최우수작품상 《택시운전사》
- 2017년 제54회 대종상 최우수작품상 《택시운전사》
- 2017년 제3회 아시안월드필름페스티벌 최우수작품상《택시운전사》
- 2017년 제37회 한국영화평론가협회상 10대 영화상《택시운전사》
- 2017년 제38회 청룡영화상 한국영화최다관객상 《택시운전사》
- 2017년 제38회 청룡영화상 최우수작품상 《택시운전사》
- 2017년 제25회 대한민국문화연예대상 영화부문 작품상 《택시운전사》
- 2017년 제25회 대한민국문화연예대상 영화부문 감독상 《택시운전사》
- 2017년 제17회 대한민국청소년영화제 감독상 《택시운전사》
- 2017년 제17회 디렉터스 컷 시상식 올해의 특별언급 《택시운전사》
- 2017년 제6회 한국영화배우협회 스타의 밤 시상식 톱감독상 《택시운전사》